# Croce al merito partigiano

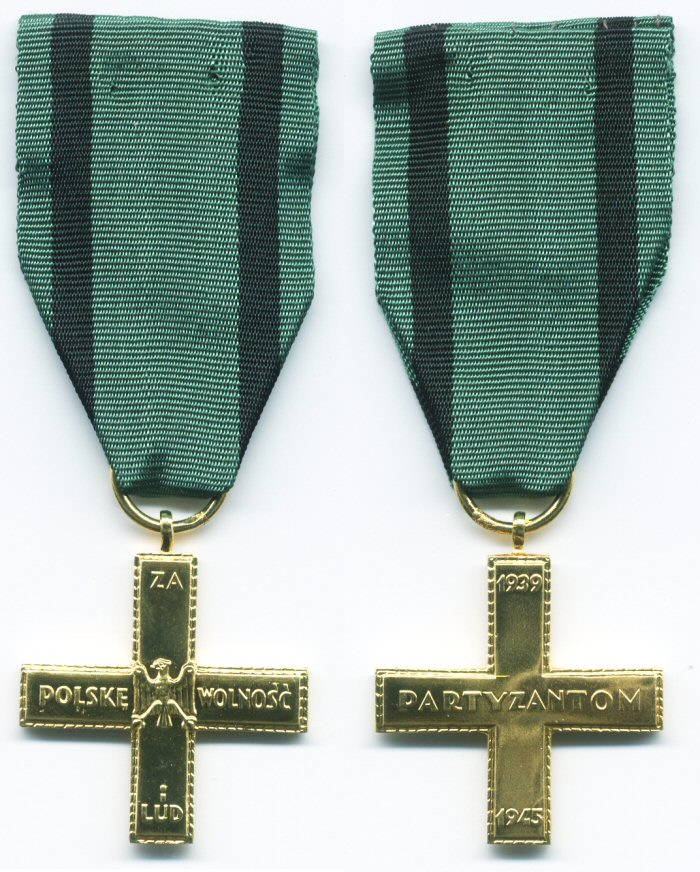
Krzyż Partyzancki

La Croce al merito partigiano (Krzyż Partyzancki) fu istituita il 26 ottobre 1945 dal governo polacco per onorare le unità partigiane distintesi nella lotta contro il nazismo.
La onorificenza consiste in una croce greca in bronzo. Sul fronte reca la scritta "ZA – POLSKĘ – WOLNOŚĆ – i LUD" (Per - la Polonia - la libertà - e il popolo) e sul retro "PARTYZANTOM" (Ai partigiani) con le date 1939 e 1945.
ll nastrino è verde con due bande nere verticali.
Essa fu concessa anche a partigiani di altre nazioni, tra cui quelli francesi e italiani (Cino Moscatelli).